# Walter Davis (cestista)
Walter Paul Davis (Pineville, 9 settembre 1954 – Charlotte, 2 novembre 2023) è stato un cestista statunitense, professionista nella NBA.
Era lo zio di Hubert Davis.

## Carriera
È stato selezionato dai Phoenix Suns al primo giro del Draft NBA 1977 (5ª scelta assoluta).
Con gli Stati Uniti ha disputato i Giochi olimpici di Montréal 1976.

## Statistiche
| * | Primo nella lega |

### NBA

#### Regular Season
| Anno      | Squadra             | PG    | PT  | MP   | TC%  | 3P%  | TL%  | RP  | AP  | PRP | SP  | PP   |
| --------- | ------------------- | ----- | --- | ---- | ---- | ---- | ---- | --- | --- | --- | --- | ---- |
| 1977-1978 | Phoenix Suns        | 81    | -   | 32,0 | 52,6 | -    | 83,0 | 6,0 | 3,4 | 1,4 | 0,2 | 24,2 |
| 1978-1979 | Phoenix Suns        | 79    | -   | 30,8 | 56,1 | -    | 83,1 | 4,7 | 4,3 | 1,9 | 0,3 | 23,6 |
| 1979-1980 | Phoenix Suns        | 75    | -   | 30,8 | 56,3 | 0,0  | 81,9 | 3,6 | 4,5 | 1,5 | 0,3 | 21,5 |
| 1980-1981 | Phoenix Suns        | 78    | -   | 28,0 | 53,9 | 41,2 | 83,6 | 2,6 | 3,9 | 1,2 | 0,2 | 18,0 |
| 1981-1982 | Phoenix Suns        | 55    | 12  | 21,5 | 52,3 | 18,8 | 82,0 | 1,9 | 2,9 | 0,8 | 0,1 | 14,4 |
| 1982-1983 | Phoenix Suns        | 80    | 79  | 31,1 | 51,6 | 30,4 | 81,8 | 2,5 | 5,0 | 1,5 | 0,2 | 19,0 |
| 1983-1984 | Phoenix Suns        | 78    | 70  | 32,6 | 51,2 | 23,0 | 86,3 | 2,6 | 5,5 | 1,4 | 0,2 | 20,0 |
| 1984-1985 | Phoenix Suns        | 23    | 9   | 24,8 | 45,0 | 30,0 | 87,7 | 1,5 | 4,3 | 0,8 | 0,0 | 15,0 |
| 1985-1986 | Phoenix Suns        | 70    | 62  | 32,0 | 48,5 | 23,7 | 84,3 | 2,9 | 5,2 | 1,4 | 0,0 | 21,8 |
| 1986-1987 | Phoenix Suns        | 79    | 79  | 33,5 | 51,4 | 25,9 | 86,2 | 3,1 | 4,6 | 1,2 | 0,1 | 23,6 |
| 1987-1988 | Phoenix Suns        | 68    | 48  | 28,7 | 47,3 | 37,5 | 88,7 | 2,3 | 4,1 | 1,3 | 0,0 | 17,9 |
| 1988-1989 | Denver Nuggets      | 81    | 0   | 22,9 | 49,8 | 29,0 | 87,9 | 1,9 | 2,3 | 0,9 | 0,1 | 15,6 |
| 1989-1990 | Denver Nuggets      | 69    | 0   | 23,7 | 48,1 | 13,0 | 91,2 | 2,6 | 2,2 | 0,9 | 0,1 | 17,5 |
| 1990-1991 | Denver Nuggets      | 39    | 13  | 26,8 | 47,4 | 30,3 | 91,5 | 3,2 | 2,2 | 1,6 | 0,1 | 18,7 |
| 1990-1991 | Portland T. Blazers | 32    | 1   | 13,7 | 44,6 | 33,3 | 91,3 | 1,8 | 1,3 | 0,6 | 0,0 | 6,1  |
| 1991-1992 | Denver Nuggets      | 46    | 0   | 16,1 | 45,9 | 31,3 | 87,2 | 1,5 | 1,5 | 0,6 | 0,0 | 9,9  |
| Carriera  | Carriera            | 1.033 | 373 | 27,9 | 51,1 | -    | 85,1 | 3,0 | 3,8 | 1,2 | 0,1 | 18,9 |

#### Playoffs
| Anno     | Squadra             | PG | PT | MP   | TC%  | 3P%  | TL%  | RP  | AP  | PRP | SP  | PP   |
| -------- | ------------------- | -- | -- | ---- | ---- | ---- | ---- | --- | --- | --- | --- | ---- |
| 1978     | Phoenix Suns        | 2  | -  | 33,0 | 47,5 | -    | 75,0 | 8,5 | 4,0 | 1,5 | 0,0 | 25,0 |
| 1979     | Phoenix Suns        | 15 | -  | 32,7 | 52,0 | -    | 81,3 | 4,6 | 5,3 | 1,7 | 0,3 | 22,1 |
| 1980     | Phoenix Suns        | 8  | -  | 30,6 | 50,4 | 0,0  | 73,7 | 2,9 | 4,4 | 0,5 | 0,1 | 20,8 |
| 1981     | Phoenix Suns        | 7  | -  | 28,4 | 48,1 | 0,0  | 58,8 | 2,7 | 3,1 | 1,0 | 0,1 | 16,0 |
| 1982     | Phoenix Suns        | 7  | -  | 24,7 | 44,8 | 33,3 | 91,7 | 3,1 | 4,3 | 0,7 | 0,1 | 18,1 |
| 1983     | Phoenix Suns        | 3  | -  | 37,7 | 43,5 | 50,0 | 81,0 | 5,0 | 4,3 | 2,0 | 1,7 | 26,0 |
| 1984     | Phoenix Suns        | 17 | -  | 36,6 | 53,5 | 27,3 | 89,7 | 2,7 | 6,4 | 1,7 | 0,2 | 24,9 |
| 1989     | Denver Nuggets      | 3  | 0  | 31,3 | 51,7 | 0,0  | 100* | 1,7 | 1,3 | 1,0 | 0,0 | 25,7 |
| 1990     | Denver Nuggets      | 3  | 0  | 23,3 | 40,0 | 0,0  | 100  | 3,0 | 2,0 | 0,3 | 0,0 | 14,0 |
| 1991     | Portland T. Blazers | 13 | 0  | 8,5  | 39,6 | 0,0  | 83,3 | 1,2 | 0,5 | 0,3 | 0,0 | 3,3  |
| Carriera | Carriera            | 78 | 0  | 28,0 | 49,6 | -    | 83,0 | 3,1 | 4,0 | 1,1 | 0,2 | 18,6 |

## Palmarès
- NBA Rookie of the Year (1978)
- NBA All-Rookie First Team (1978)
- 2 volte All-NBA Second Team (1978, 1979)
- 6 volte NBA All-Star (1978, 1979, 1980, 1981, 1984, 1987)